# Preparerat piano

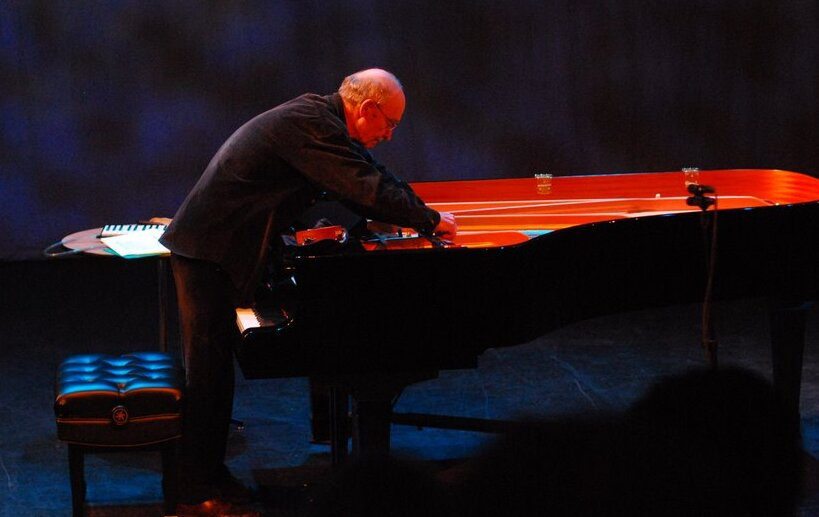
Christian Wolff vid ett framträdande med preparerat piano.

Preparerat piano är ett piano som har fått sitt ljud förändrat genom att man placerat föremål på eller mellan strängarna eller på hamrarna eller dämmarna.
Begreppet "preparerat piano" lanserades ursprungligen av John Cage.

## Musik
- John Cage - Sonatas og Interludes (1946-1948)
- Velvet Underground - All Tomorrow's Parties (1967)
- Alfred Schnittke - Concerto Grosso 1 (1976-1977)
- Arvo Pärt - Tabula Rasa (1977)
- Tori Amos - Bells for Her (1994)
- Aphex Twin - drukqs (2001)